# Esther y su mundo
Esther y su mundo en castellà o Patty's World com a títol original en anglès, és una sèrie d'historietes en format còmic que principalment van dirigides al públic femení.
Van ser creades l'any 1971 pel guionista britànic Philip Douglas (Southampton, 1923-1992) i il·lustrades per Purificación Sánchez Campos (Barcelona, 1937), coneguda com a Purita Campos. Esther y su mundo és l’obra de Purita Campos que ha estat més reconeguda internacionalment.

## Autoria
Purita Campos va crear gràficament les historietes de Patty’s World seguint els guions que escrivia Phillip Douglas que fou el que va plantejar i idear les historietes. Podríem dir que va ser el creador d’Esther.
Però Purita Campos va acabar sent tan creadora d'Esther com Phillip Douglas, ja que l'escriptor va valorar la identificació de l'autora amb el personatge i aviat es va anar incorporant a la historieta idees, suggeriments i projectes de la dibuixant. De manera que cada vegada Douglas va escriure les historietes d'Esther a la mesura de Purita Campos i aquesta es va convertir en la coautora de la història.

## Història i trajectòria editorial
L'any 1971 es va començar a crear i a dibuixar petites historietes setmanals de la sèrie Patty's World, que relataven la vida quotidiana d'una noia, per a la revista britànica Princess Tina. Aquestes historietes eren en blanc i negre.
L'editorial Bruguera l’any 1974 va començar a publicar aquesta sèrie a Espanya amb el títol genèric d’Esther y su mundo en el còmic Lily. Però molt aviat amb l’impacte que va provocar, es va reconèixer la importància de la protagonista i es va crear un còmic especialment per a les aventures d'Esther.
Durant els anys 80, com a conseqüència d’una crisi generalitzada, moltes revistes de còmics espanyoles van començar a desaparèixer, l'editorial Bruguera va tancar l’any 1986 però Esther i el seu món es va continuar publicant en una altra revista anomenada Pecosa, de l'editorial MC.
Purita Campos va seguir donant vida a Esther, creant noves aventures fins a l’any 1988 on l'editorial anglesa va tancar les portes i va deixar de publicar revistes de còmics, incloent les aventures d’Esther. Purita portava ja dibuixant a prop de tres mil pàgines d’Esther, però a partir d’aquí, la vida de la protagonista va quedar en suspens i aturada en el temps.
Ara, vint anys després, Edicions Glénat va iniciar l'edició de Las Nuevas Aventuras de Esther, que van ser creades i dibuixades per Purita Campos i escrites per Carlos Portela, i van demostrar que el còmic d’Esther encara interessava al públic femení. Com a conseqüència d'aquest èxit, Glénat va recuperar les històries clàssiques Esther y su Mundo.

## Argument
Les historietes d'Esther i el seu món relaten la vida d'una noia anomenada Esther Lucas que viu en una petita ciutat d'Anglaterra. Les aventures que viu giren entorn de l'amor, de problemes amb els seus pares i enfrontaments amb alguna companya de classe. Aquest còmic tracta de temes molt propers de les adolescents, fet que fa que Esther Lucas la trobem tan propera.
Aquestes historietes reflecteixen el procés de la infància i joventut del personatge protagonista en la seva aventura a través de la pre-adolescència fins a la Esther adulta.

## Personatges

### La família d'Esther
| Personatge                 | Descripció |
| -------------------------- | --- |
| Esther Lucas               | És la protagonista d'aquesta història. Quan aquesta apareix per primer cop té 13 anys, però veiem com Esther va creixent i evolucionant al llarg de les historietes i en la col·lecció de Las Nuevas aventuras de Esther la protagonista té 40 anys. És una noia jove tímida, sensible i com qualsevol adolescent té complexos de si mateixa.                                                 |
| Bill Lucas                 | És el pare d'Esther però quan comença la història, ja fa temps que és mort, encara que el seu record encara esta mol viu entre les seves filles. |
| Cathy Lucas, Cathy Parsons | És la mare de Carol i Esther. Va enviudar quan Esther era molt petita i Carol una adolescent. Treballa molt dur dins i fora de casa per poder tirar endavant a la seva família. |
| Ted Parsons                | És una persona amb un gran cor, treballa com a sergent de la policia i es convertirà en el segon marit de Cathy Lucas, per tant el padrastre d'Esther i de Carol. Ted no és el típic padrastre que ignora les filles de la seva muller i s'implica des del principi en els assumptes de la família. Amb el temps es guanya la confiança d'Esther i es converteix en un segon pare per a ella. |
| Carol Lucas                | És la germana gran d'Esther i es porten cinc anys. Les dues germanes discuteixen molt sovint i moltes vegades les històries giren a l'entorn aquestes discussions. Però a part de les discussions s'estimen molt entre elles. |
| Laurita Parsons            | Laurita té tretze anys menys que Esther i és l'única filla del matrimoni de Cathy i Ted. Arriba a la història al segon llibre de les aventures d'Esther. Laurita estima molt a Esther, però a vegades Esther no està de molt bon humor amb ella ja que s'ha de quedar-se a casa tenint cura de Laurita en comptes d'anar a festes amb els seus amics.                                         |
| Francis Lucas              | És l'àvia paterna d'Esther. És una dona amb un caràcter molt fort. No realitza un paper molt important i no la veurem fins al tercer capítol "Los apuros de Esther" quan després de patir una malaltia s'instal·la a casa dels Lucas/Parsons. |
| Eddy Lucas                 | És el tiet patern d'Esther i apareix per primer cop al segon volum de les aventures d'Esther. És el germà bessó de Bill Lucas, el pare difunt d'Esther. Ningú està content amb ell perquè va ser l'ovella negra de la família, excepte Esther, que hi veu reflectit la imatge del seu pare.                                                                                                   |
| Marga                      | És el tipus de tieta que a tots ens agradaria tenir. És divertida, aventurera i amb una situació econòmica elevada. No està casada, però ni li falten pretendents. |
| Kerry                      | És el marit de Carol, és un jove metge amb molta paciència. Li agrada molt la seva professió, on hi dedica moltes hores, cosa que a vegades a la seva muller no li agrada gens. |

### La família de Rita Mott
| Personatge   | Descripció |
| ------------ | --- |
| Rita Mott    | És la millor amiga d'Esther i juntes viuran moltes aventures. Encara que tinguin molta confiança entre elles, Rita amaga un gran secret: s'avergonyeix de la seva família, que no li presten atenció y que la seva casa no sigui com la d'Esther, neta i ordenada i amb un ambient bo. Probablement aquests complexes influeix en el seu caràcter extravertit i aventurer, que sempre busca l'efecte i el reconeixement dels altres.                           |
| Senyor Mott  | És el pare de Rita i originalment en l'edició espanyola de Bruguera, es va falsejar la relació parental d'aquest personatge i va ser transformat en l'oncle de Rita. El senyor Mott apareix per primer cop al quart capítol "Rita tiene novio" del segon llibre de les aventures d'Esther. És un home molt ocupat, que és el propietari o treballa com a mecànic o en un negoci similar. En l'edició de Glénat el senyor Mott ha tornat a ser el pare de Rita. |
| Senyora Mott | És la mare de Rita, tampoc té un gran paper com el seu marit, però discuteix molt sovint amb la seva filla. |

### La família de Juanito Wowden
| Personatge     | Descripció |
| -------------- | --- |
| Juanito Wowden | És el gran amor d'Esther. És un noi despreocupat, vital i egoista però amb un gran cor. La seva gran afició és el futbol. Encara que Esther sigui la fan número u de Juanito, quasi totes les dones joves de la sèrie, han estat enamorades en un moment donat d'aquest. Només Carol, la germana d'Esther no ha estat enamorada de Juanito. |
| Senyora Wowden | És la mare de Juanito. Encara que sigui paralítica i vagi en cadira de rodes és una dona vital i optimista. La senyora Wowden estima molt a Esther i aquestes porten una molt bona relació. De fet, ella és la responsable en moltes ocasions que el seu fill és porti bé amb Esther.                                                       |

### Altres personatges
| Personatge    | Descripció |
| ------------- | --- |
| Doreen Snyder | És la principal antagonista d'Esther. És una noia antipàtica que enveja molt a Esther i té un gran poder econòmic. Com Esther, Doreen sempre ha estat interessada per Juanito, i una de les trames principals giren entorn en els intents de Doreen per aconseguir ser la parella de Juanito i destruir els somnis i plans sentimental d'Esther. Doreen va aparèixer en la primera edició de la sèrie amb el nom de Dorotea, però segurament amb possibles equivocacions per part dels traductors dels anys 70 va aparèixer sota el nom de Cristina i de Lolita. |
| Noel Carter   | És un company de treball i el primer xicot de Carol. És un home atractiu, però la seva relació amb Carol només porta a discussions, petites reconciliacions i més discussions. Però manté una bona relació amb Esther, que valora la paciència que té amb la seva germana. |
| Miss Clark    | És la professora d'Esther. |
| Gary Prince   | Esther en un moment donat s'enamora de Gary Prince, un mag que el coneix en la funció benèfica de l'hospital. És un noi amable però que no aconsegueix substituir Juanito. |
| Fenella Lord  | És una metgessa que treballa amb Kerry i sembla que té molt interès cap a ell. No sabem si de veritat l'estima o només vol causar enveja a Carol, la dona de Kerry. Sempre s'aprofita de la seva autoritat quan Esther està realitzant pràctiques a l'hospital. |

## Volums i capítols

### Esther y su mundo

#### Primera part (17 volums en total) -Ediciones Glénat

##### Volum 1
- Esther y su mundo
- Esther y su nueva familia
- Los apuros de Esther

##### Volum 2
- El primer beso de Esther
- Llega Laurita
- Nuevas amistades
- (Historietas cortas)
  - El diario secreto de Esther
  - Mamá aprende a conducir

##### Volum 3
- ¡Flechazo!
- La boda de Carol
- Un huésped misterioso

##### Volum 4
- La tragedia de Rita
- Viaje fin de curso
- ¡Hombres... Hombres!
- (Historietas cortas)
  - Vacaciones en España
  - Los prejuicios de Miss Jones

##### Volum 5
- ¿Dónde estás, Mamá?
- Vacaciones en la Playa
- ¡Ilusiones Rotas!!

##### Volum 6
- La visita del abuelo
- ¡¡¡Amnesia!!!
- Aspirante a enfermera

##### Volum 7
- Viajando por Europa.
- Rita sueña con ser 'Miss'
- Esther y sus pretendientes

#### Segona Part (7 volums en total) -Ediciones Glénat,Editores de Tebeos

##### Volum 1
- Vuelta al pasado
- Carol busca empleo
- Falsa culpable

##### Volum 2
- Una mansión terrorífica
- Rita, la buena cocinera
- Concurso de belleza

##### Volum 3
- Fiesta benèfica
- La divertida tía Marga
- El anillo de compromiso

##### Volum 4
- El profesor Gold y su máquina adelgazante
- El perro de los Baskerville
- La fábrica de chocolate

##### Volum 5
- Esther sospechosa
- El accidente de Ted
- La fuga de Esther y Rita

##### Volum 6
- Cura de belleza
- El diario secreto
- El cachorro perdido

##### Volum 7
- La estrategia de Kerry
- Rita la traidora